# Austrian Holocaust Memorial Award
O Austrian Holocaust Memorial Award (AHMA; "Prêmio Austríaco em Memória do Holocausto") foi fundado em 2006 pela Associação de Serviços Alternativos no Estrangeiro (Österreichischer Auslandsdienst). Anualmente o preço vai àquela pessoa residente fora da Europa que investe o máximo dos seus esforços para a memória do holocausto.
No dia 17 de outubro de 2006, o historiador chinês Pan Guang recebeu o AHMA das mãos do presidente da comunidade judaica, Maurice Ohana, em Xangai, no Consulado Austríaco.
No dia 24 de outubro de 2007 o jornalista brasileiro Alberto Dines foi homenageado no Consulado Geral Austríaco no Rio de Janeiro com este "prêmio".

## Premiados
- 2006 Pan Guang Center of Jewish Studies, Xangai, República_Popular_da_China
- 2007 Alberto Dines Casa Stefan Zweig, Petrópolis, Brasil
- 2008 Robert Hébras Oradour-sur-Glane, França
- 2009 Jay M. Ipson, Virginia Holocaust Museum, Richmond (Virgínia), EUA
- 2010 Eva Marks, Melbourne, Austrália
- 2011 Auschwitz Jewish Center, Oświęcim, Polónia
- 2012 Ladislaus Löb, Brighton, Inglaterra
- 2013 Hugo Höllenreiner, Ingolstadt, Alemanha
- 2014 Margers Vestermanis, Riga, Letônia
- 2015 Erika Rosenberg-Band, Buenos Aires, Argentina
- 2016 Giorgio Frassineti, Predappio (Forlì), Italia